# Porkeri
Porkeri é uma cidade das Ilhas Faroés, situada na costa oriental da ilha de Suðuroy. Constitui uma comuna com o mesmo nome, encontrando-se a nordeste do fiorde Vágsfjørður, entre Vágur e Hov.
Antigas ruínas datando do século VIII, existentes perto de Porkeri, sugerem que a área tenha tido habitantes celtas nessa época. 
Perto do local onde hoje se encontra a igreja de Porkeri, foram descobertos vestígios arqueológicos que apontam para a existência de habitantes nórdicos no local por volta do ano 1000. A primeira vez que o nome Porkeri é mencionado num documento escrito data porém de 1350.

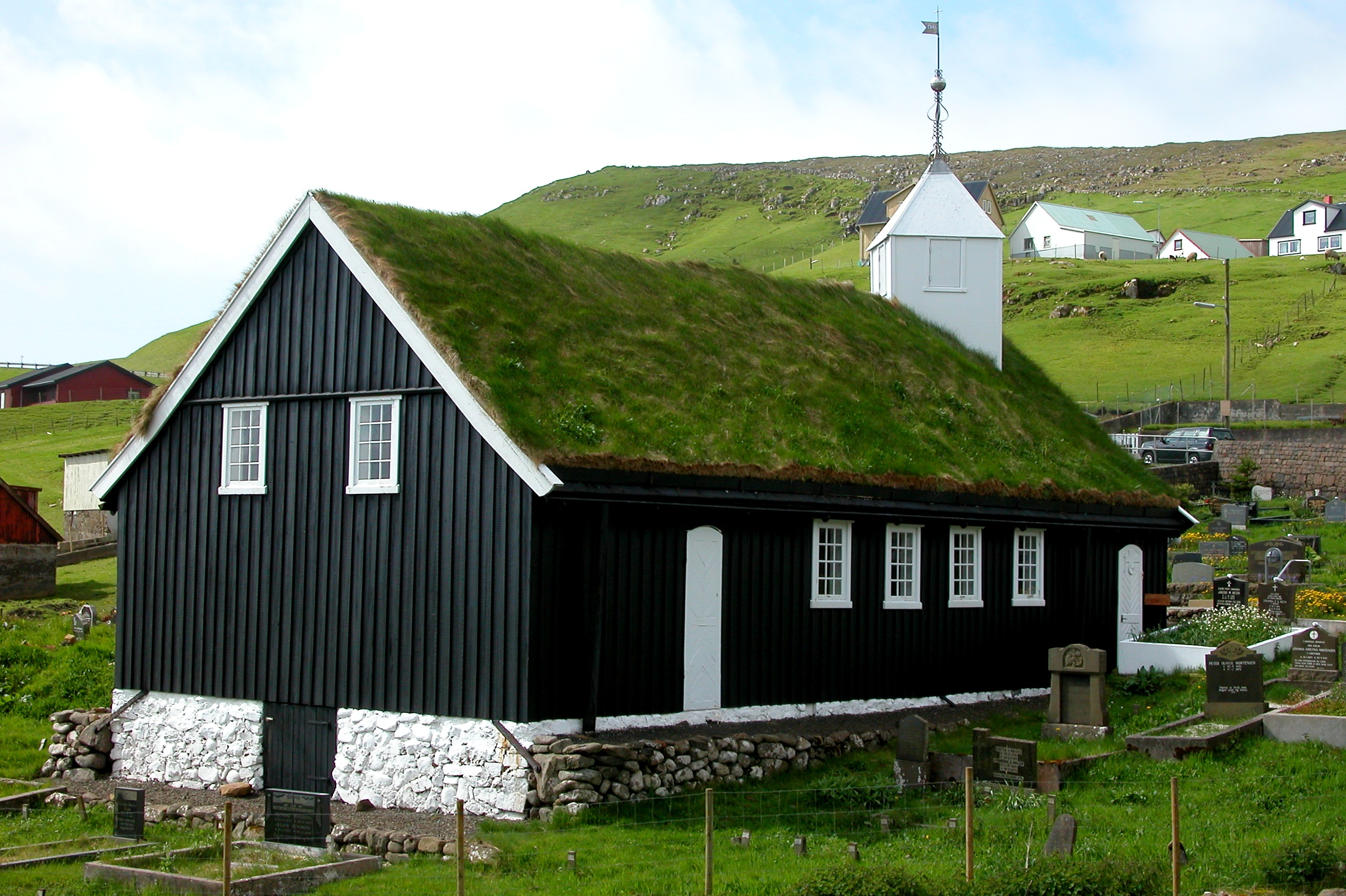
A igreja de Porkeri

De acordo com os registos da igreja local, a primeira igreja de Porkeri foi inaugurada em 1538. A sua igreja de madeira atual foi inaugurada em 19 de setembro de 1847 e contém objetos doados por marinheiros que sobreviveram a tempestades perigosas no mar, cumprindo a tradição marinheira nórdica conhecida como almissu, que consiste numa promessa de doar a Deus o que sobreviver ao mau tempo no mar.
Em 1984, foi construída uma nova escola em Porkeri. Foi construída no estilo faroês moderno, possuindo erva no telhado. A escola antiga de in Porkeri foi construída em 1888. Foi usada durante 96 anos. Atualmente, pertence ao museu Porkeris Bygdasavn.
De acordo com a tradição, em tempos remotos, a disputa dos terrenos fronteiriços com a povoação vizinha de Hov foi resolvida com uma corrida de atletismo entre dois homens, um de cada povoação.
Em 2008, foram inauguradas novas instalações pesqueiras. A povoação possui ainda um supermercado, uma pastelaria, um cabeleireiro, entre outros estabelecimentos.
Atualmente, existem na povoação duas casas de pedra restauradas datando de 1570 e uma datando de 1850 em restauro. Pretende-se que sejam uma atração turística para todo o arquipélago.

## Galeria

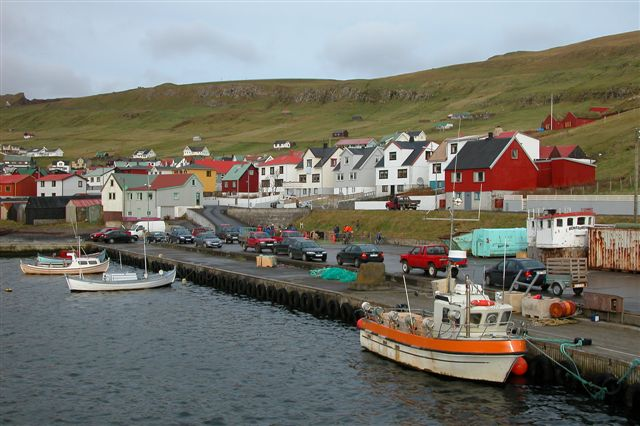
Porto
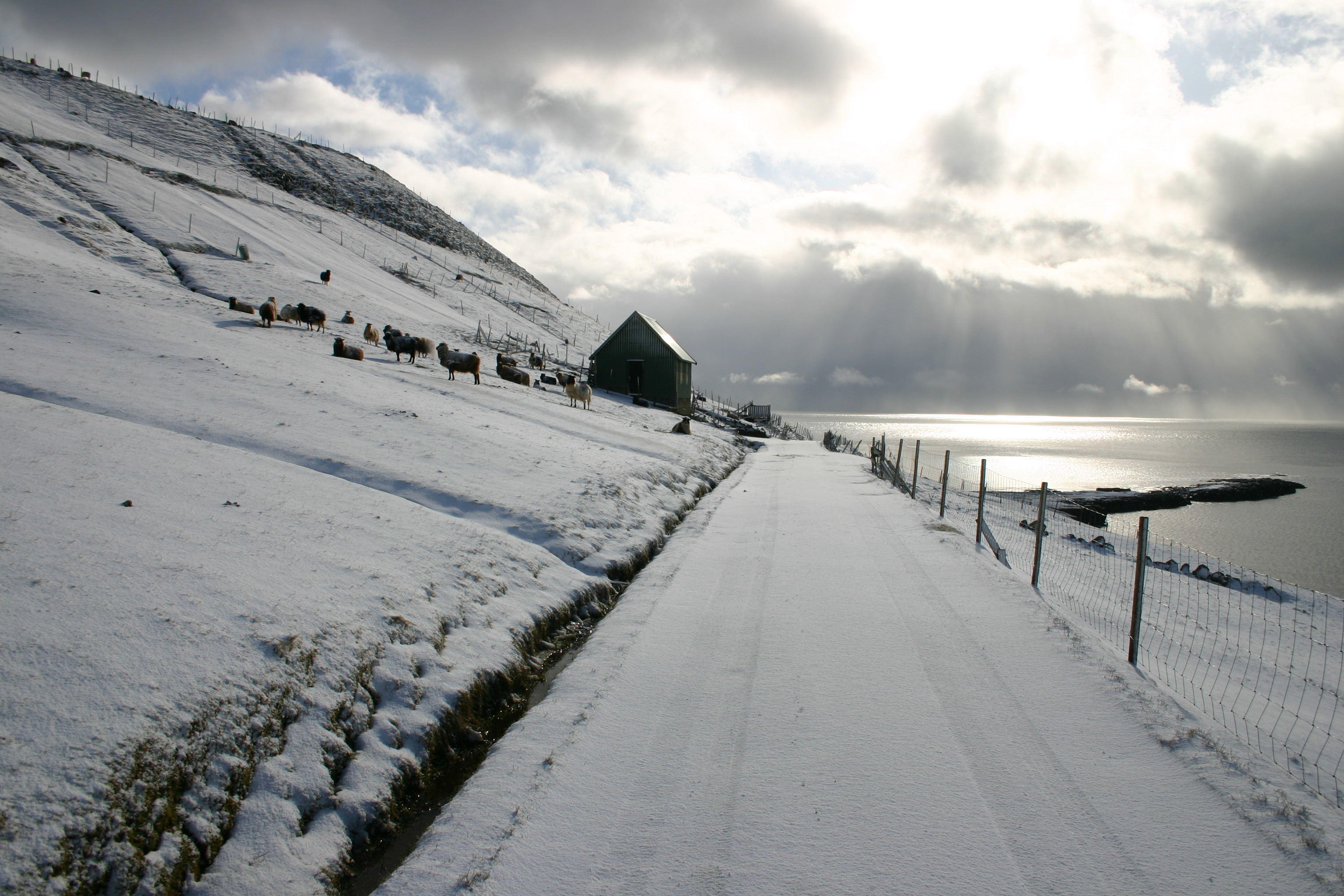
Porkeri no inverno
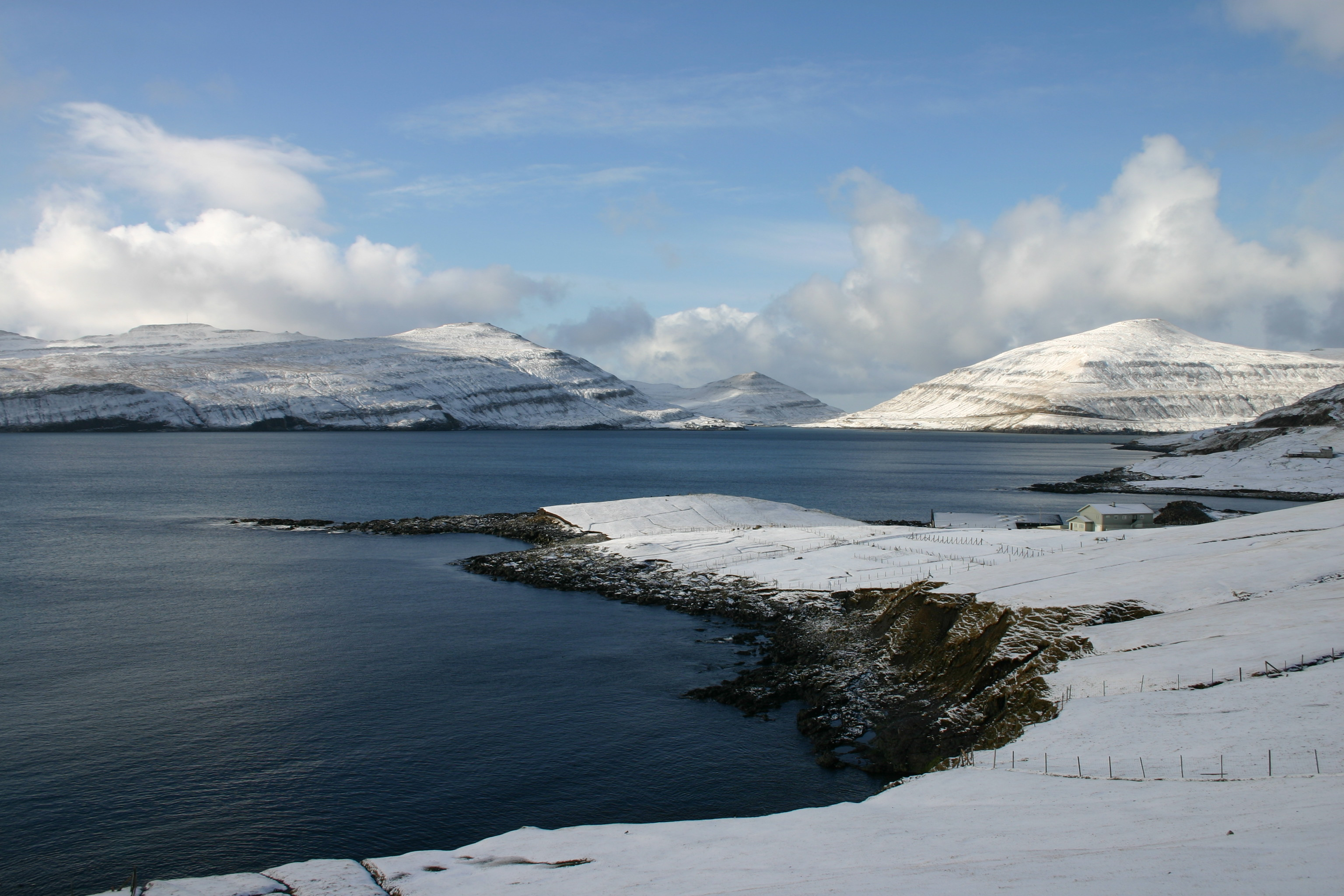
Porkeri no inverno